# 布里恩茨湖
布里恩茨湖（德語：Brienzersee）是瑞士伯恩州阿尔卑斯山北麓的一片湖泊，得名于东北侧的布里恩茨村。因特拉肯和Matten、Unterseen2个村庄位于西南侧。湖岸颇为陡峭，全湖几乎没有浅水区域。布里恩茨湖被稱為瑞士最純淨的湖。
布里恩茨湖是阿勒河沿线的第一个湖泊，下游紧邻图恩湖。
布里恩茨湖东到布里恩茨村，西到因特拉肯，长14 km，闊 2.8 km，最深深度 261 m，面積 29.8 km²，湖面海拔高度 564 m。南岸有 Giessbach 瀑布和 Iseltwald岛。

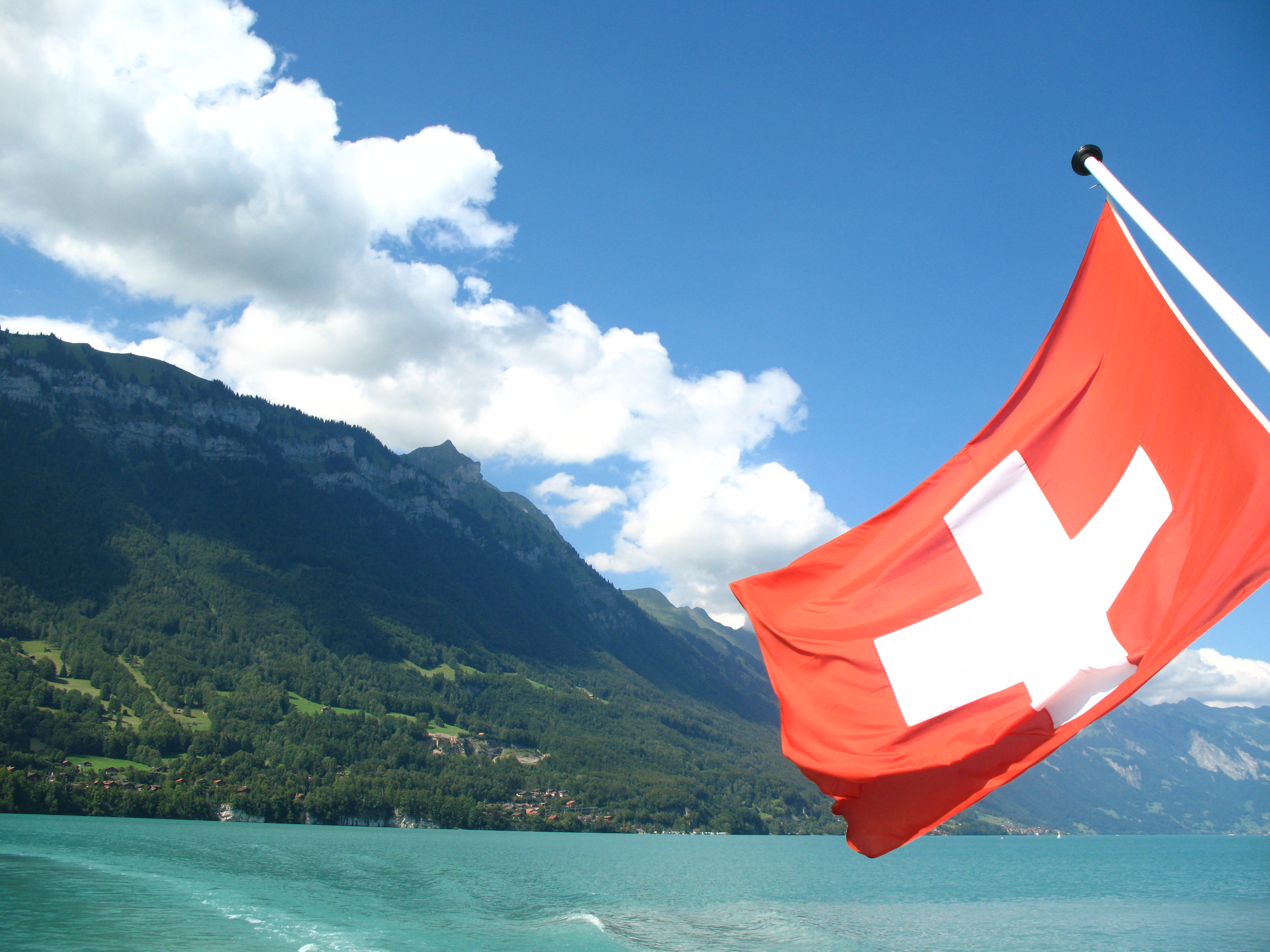
湖上风景

2001年，布里恩茨湖的捕鱼量为10吨。1839年起开行客船，5条客船由当地铁路运营商BLS股份公司运营。